# سنديان إنغلماني
إنغلماني (الاسم العلمي: Quercus engelmannii)، نوع نبات من جنس السنديان وفصيلة الزانية. أعطانها الأصيلة في جنوب كاليفورنيا وشمال غرب باجا كاليفورنيا بالمكسيك.